# Gactornis enarratus
Gactornis enarratus е вид птица от семейство Caprimulgidae.

## Разпространение
Видът е разпространен в Мадагаскар.